# 제시 뮬러
제시 뮬러(Jessie Mueller, 1983년 2월 20일 ~ )는 미국의 배우, 가수이다.